# Brazilská fila
Brazilská fila (portugalsky Fila Brasileiro, anglicky Brazilian mastiff) je velké molossoidní plemeno původem z Brazílie vyšlechtěné pro ostrahu usedlostí a hospodářství. V některých zemích je zařazeno mezi "bojové psy" a jeho chov je zakázán.

## Charakteristika plemene
Brazilská fila je plemeno, které vyhovovalo potřebám lidí v Brazílii. Dávní kolonisté potřebovali tvrdě pracujícího psa, který mohl zastat mnoho úkolů. Chtěli hlídacího psa, pasteveckého psa, lovce a oddaného společníka. Všechny tyto role a mnoho dalších, dokáže brazilská fila naplnit. Slovo „fila“ přesně přeložené ze staré portugalštiny znamená „držet“. Fily v Brazílii sloužily k hlídání afrických otroků na plantážích. Když otrok utekl, byly fily používány k jeho vystopování, brazilské fily ho na konci stopy chytily a držely. Po staletí byly fily také používány k lovu velké zvěře, při službě na velkých brazilských rančích, a při ochraně dobytka a obyvatel ranče jsou používány dodnes. Fily také stále pracují v uzavřených koridorech brazilských věznic a je to kříženec s mastifem a bloodhoundem.

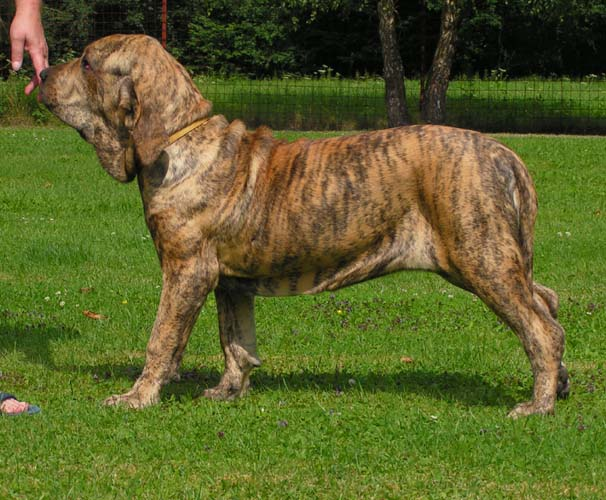
Štěně brazilské fily

## Vzhled
Fila je statný pes charakteristický volnou kůží, která vytváří laloky na krku. Hlava je mohutná, široká, oči daleko od sebe, uši velké a svěšené, se zaoblenou špičkou, na hlavě se nesmí tvořit horizontální vrásky. Krk se jeví krátký kvůli vyvinutému osvalení. Hruď i záď jsou široké a silné, ocas dlouhý, nošený pod linií hřbetu.
Kohoutková výška výstavních psů je 65 – 75 cm, fen 60 – 70 cm. Hmotnost psů je minimálně 50 kg, u fen 40 kg. Někteří psi mohou vážit i kolem 80 kg, nicméně pro pracovní nasazení se preferují jedinci s váhou kolem 70 kg.
V minulosti bylo toto plemeno testováno brazilskou armádou v amazonských pralesích, společně s německými ovčáky a dobrmany, ve všech ohledech byla tato plemena filou výrazně překonána. Při útoku na figuranta směřuje její útok primárně na krk a hlavu, pokud figurant psu nastrčí rukáv, jde i po něm. Její útok, jakož i jeho postup je nepředvídatelný, naopak jistá je skutečnost, že brazilská fila disponuje velkým stiskem v čelistech.
Může působit těžkopádným dojmem, ale opak je pravdou, jedná se o psa velmi rychlými reakcemi, s pružným pohybem a velkou vytrvalostí.
Srst je krátká a hladká. Přípustné jsou všechny barvy a kombinace kromě bílé, myší šedi, grošování a skvrnitosti. Černá barva, která bývá mnohdy označována jako nepřípustná, je ve skutečnosti raritním a původním zbarvením, nikoli vadou. Tudíž je černá fila standardní, nikoli kříženec. Nejčastěji bývá zlatá, plavá a kaštanová barva s černým žíháním nebo bez něj.
I když se jedná o plemeno pocházející z Brazílie, velmi dobře snáší i chladné počasí, důležité je zajistit na zimu dobře zateplenou boudu vystlanou slámou.

## Povaha
Fila vyniká sebevědomím, odvahou a silným poutem ke svému pánovi a jeho majetku. Má-li dojem, že ji nebo její rodinu či teritorium někdo ohrožuje, zasáhne bez povelu a bez varování, čemuž je nutné přizpůsobit chování majitele. Miluje a oddaně brání zejména děti a to i pokud nepatří do rodiny. Cizím lidem nedůvěřuje a ke psům se může chovat nadřazeně. Fila neútočí nikdy bezdůvodně, ale dokáže zakročit velmi razantně. Ve svém původu nese krev různých předků, má pastevecké a lovecké vlohy a vrozené obranářské schopnosti.
Je učenlivá a inteligentní, ale chodit s ní na cvičiště stejně jako chodí jiná plemena je vždy kontraproduktivní, protože fila se začne brzy nudit z neustále stejných povelů a pak z nudy provokuje ostatní psy. Její výchova by měla probíhat formou hry a motivace, nikoli ve formě drilu. Fila je majitelem velmi dobrého čichu, ne nadarmo se používala k lovu kočkovitých šelem, například jaguárů.
Nejlepším prostředím pro tyto psy jsou velké oplocené pozemky, kde se mohou nerušeně pohybovat a kde nehrozí, že se setkají s nevítaným hostem. Naprosto nevhodné je chovat fily na sídlištích nebo v husté městské zástavbě.
Každý majitel musí své psy zodpovědně ovládat a nezneužívat jejich schopností. V rukou afektovaného majitele se fila stává VELMI nebezpečnou zbraní pro okolí. Tomu je nutné uzpůsobit i prostředky na kontrolování psa, na trhu existují kvalitní vodítka a obojky, postroj se nedoporučuje, neboť psa v nechtěném pohybu neomezuje a majitel pak může být "vláčen" svým psem bez možnosti "zabrzdit". Doporučujeme speciální pevná vodítka s masívními karabinami, ty běžné nejsou dimenzované na takovou sílu. Proto je dobré mít psa co nejlépe zvládnutého a umět jej včas verbálně ovládnout a zklidnit.

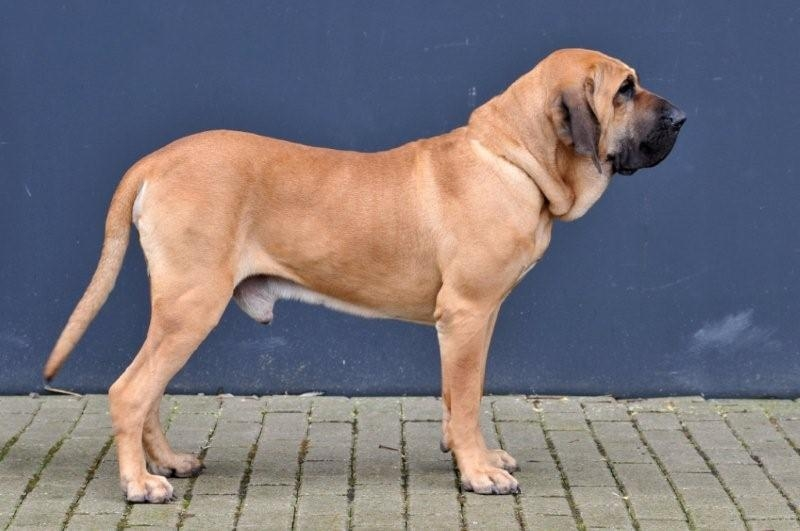

## Výchova
Budoucí majitel fily by měl velice dobře znát přednosti svého psa, měl by mít vyrovnanou povahu a zkušenosti. Musí být fyzicky i duševně silný, mít přirozenou autoritu u psů, a být dostatečně informovaný o povaze svého psa i o chování psů obecně, aby její výchovu zvládl. Mnohdy se jejich povaha může zdát neproniknutelná, ale přijmete-li standardní znaky jejich povahy, velice rychle pochopíte, že se jedná o psa bezproblémového. Výchova musí probíhat v klidu, harmonii a s velkým pochopením pro povahu psa. Občasné napomenutí může být namístě, ale fily jsou také velice citlivé na tón hlasu. Budoucí majitel fily by měl vědět, že tito psi dovedou bleskurychle reagovat. Co se jednou naučí, to nikdy nezapomenou a nemusí již tento cvik, nebo povel opakovat. Pro správného pána je fila poslušným a někdy dokonce mírným psem. Rozhodně to není pes pro začátečníky nebo pro ty, kteří si chtějí velkým psem zvýšit vlastní sebevědomí.

## Zdravotní problémy plemene
Jako veliké plemeno má brazilská fila větší sklon k určitým zdravotním problémům, a s těmito by měl být nový majitel seznámen, když se rozhoduje pro vlastnictví fily a péči o ni. Nejčastějším zdravotním problémem a zároveň vadou, která jedince diskvalifikuje z chovu, je dysplazie kyčelního a loketního kloubu. Fila, jako většina molossoidních plemen také velmi často trpí na „nadýmání“, které může vést až k torzi (přetočení) žaludku a jeho následnému zaškrcení. Tento zdravotní problém je často i příčinou úmrtí jinak naprosto zdravých a poměrně mladých jedinců.

## Správná výživa
Nejen brazilská fila, ale všechna velká a gigantická plemena, mají vysoké nároky na výživu a zátěž během růstu, odlišnou od ostatních méně vzrostlých plemen. Pokud nejsou tato specifika respektována, zvyšuje se výrazně riziko ortopedických problémů během růstu. Další úhel pohledu se nutně týká genetické zátěže ortopedickými vadami a chovatelských programů, které vytvářejí podmínky pro snížení jejich výskytu. Nejčastějšími onemocněními rostoucí kostry končetin jsou dysplazie kyčelního a loketního kloubu, osteochondróza chrupavek, nesouměrný růst kostí předloktí, sekundární nutriční hyperparatyreóza a panostitida.
Z hlediska výživy brazilské fily jsou nejdůležitější dva momenty: kvalitně a střídmě.
Krmení rostoucích psů by tedy mělo obsahovat dostatek energie pro zabezpečení potřeb jedince, ale v žádném případě by energetický obsah neměl vést ke zrychlení růstu! Zlomovým obdobím přechodu ze štěněčího krmiva na juniorské je stáří od 3 do 6 měsíců. V krmivu rostoucího psa musí být zabezpečen dostatečný přísun bílkovin (proteinu). Samostatně vybočující nadměrný obsah bílkovin v krmivu zrychluje růst kostí do délky, v kombinaci s nadměrnou energetickou zátěží krmení je rizikovým faktorem příliš rychlého růstu a následných zdravotních problémů. Optimální hladiny bílkovin v krmivu jsou do 26%. Důležitou součástí výživy mladých a rostoucích fil je podpůrná kvalitní kloubní výživa. U dospělých jedinců postačuje hladina bílkovin cca 24%. Důležité ji i sledovat správný poměr mezi obsahem vápníku a fosforu.

## Péče
Brazilská fila není plemeno, které potřebuje nadměrnou ani nijak zvlášť náročnou péči o srst. Stačí jednou týdně vykartáčovat, čímž zbavíme srst odumřelých chlupů, prachu a lupů. Kartáčování je také účinné při stimulaci přirozeného promašťování srsti, které jí dodá lesk a zdravý vzhled. Můžeme použít kartáč z přírodních žíní nebo rukavici.
Plemena s visícíma ušima, jaké má brazilská fila, jsou všeobecně mnohem náchylnější k ušním infekcím, proto se musí uši udržovat stále čisté. Toto plemeno by mělo ležet na měkkém podkladu, aby se mu netvořily mozolnaté otlaky zejména na loktech a patách.

## Chov v Česku
Chov Brazilské fily v ČR zastřešují tři Kluby, Fila Brasileiro Club CZ, Moloss Club CZ, Klub chovatelů málopočetných dogovitých plemen psů. Fila Brasileiro Club CZ, jak již z názvu vyplývá, je jediným specializovaným klubem zabývající se pouze chovem tohoto plemene a má nejpřísnější podmínky pro uchovnění z hlediska zdraví chovných jedinců a hlavně jejich povah. Kluby sdružují všechny milovníky, majitele a chovatele, kterým jde především o kvalitu a ne o kvantitu odchovů.